# Puhdys
Puhdys (Пу́дис) — немецкая рок-группа, играющая хард-рок и рок-н-ролл, один из старейших рок-коллективов Германии. Название ансамбля было составлено по первым буквам имён основателей группы: Peter Meyer (клавишные), Udo Jacob (ударные), Harry Jeske (бас-гитара), Dieter Hertrampf (гитара, вокал), Gunther Wosylus  — P...U...H...D...ys.

## Группа
Puhdys являются ветеранами немецкого рока и одной из старейших групп ГДР. Официально группа была образована в 1969 году, однако под названием Udo-Wendel-Combo фактически коллектив выступал ещё с 1965 года. Датой рождения считается 19 ноября 1969 года, когда группа дала первый концерт под названием Puhdys в саксонском Фрайберге, в зале «Тиволи».
В ГДР Puhdys имели статус государственного музыкального коллектива, им разрешалось гастролировать в Западной Германии. В 1973 году Puhdys приняли участие в записи саундтрека к фильму «Легенда о Пауле и Пауле».
Группа не раз приезжала в СССР, в 1973 году фирмой «Мелодия» была выпущена пластинка «Зигфрид Валенди (ГДР). Вокально-инструментальный ансамбль „ПУДИС“» (С60-04389-90), а в 1977 году — «Вокально-инструментальный ансамбль „Пудис“ (ГДР)», пластинка записана во время гастролей 1977 года ансамбля в СССР. (С60 09035-6).
1-2 января 2016 года в Берлине Puhdys дали свои прощальные концерты.

## Состав
- Дитер Бирр (нем. Dieter Birr, род. 18 марта 1944) — вокал, гитара.
- Дитер Хертрампф (нем. Dieter Hertrampf, род. 29 ноября 1944) — гитара, вокал.
- Клаус Шарфшвердт (нем. Klaus Scharfschwerdt, 27 февраля 1954 — 10 июня 2022) — ударные инструменты.
- Петер Майер (нем. Peter Meyer, род. 5 января 1940) — клавишные инструменты, саксофон.
- Петер Разим (нем. Peter Rasym, род. 7 июля 1953) — бас-гитара.

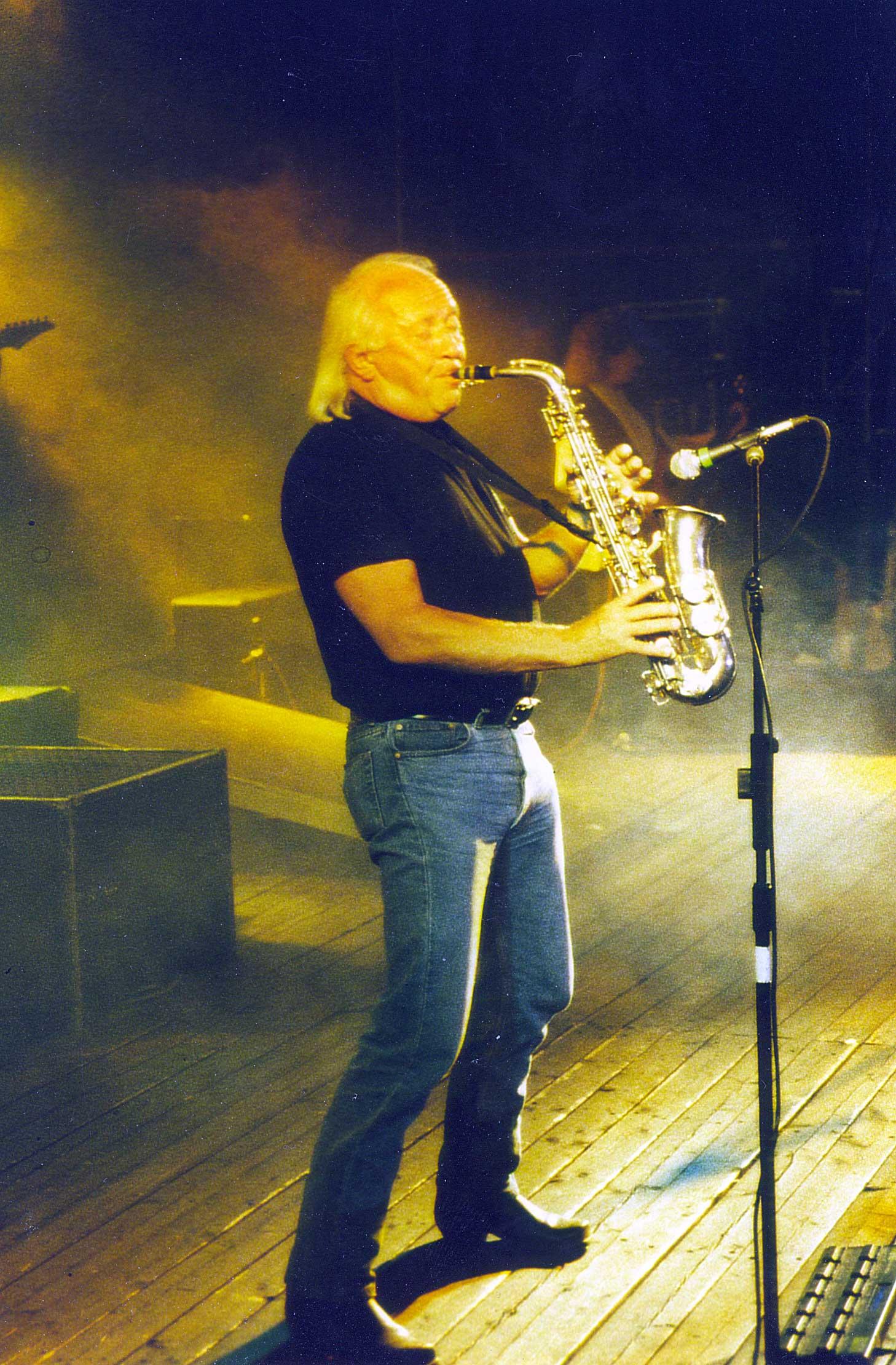
Клавишник и саксофонист группы Петер Мейер.

## Дискография
- 1974 Die Puhdys (1)
- 1975 Puhdys (2)
- 1976 Sturmvogel
- 1977 Rock’n’Roll Music
- 1977 Die großen Erfolge
- 1978 Perlenfischer
- 1979 10 wilde Jahre … 1969—1978
- 1979 Puhdys live
- 1980 Heiß wie Schnee
- 1981 Far From Home (на английском языке)
- 1982 Schattenreiter
- 1983 Computerkarriere
- 1984 Das Buch
- 1984 Live in Sachsen
- 1986 Ohne Schminke
- 1989 Neue Helden
- 1989 Jubiläumsalbum
- 1992 Rock aus Deutschland Vol. 19: Puhdys — Series of compilations of East German artists
- 1992 Wie ein Engel
- 1994 Zeiten ändern sich
- 1994 Raritäten
- 1996 Die schönsten Balladen
- 1996 Live: In flagranti
- 1997 Frei wie die Geier
- 1999 Wilder Frieden
- 1999 20 Hits aus dreißig Jahren
- 2000 Was bleibt
- 2001 Zufrieden?
- 2001 Dezembertage
- 2003 Undercover
- 2004 Raritäten Volume 2
- 2004 Alles hat seine Zeit
- 2005 36 Lieder aus 36 Jahren
- 2005 Alles hat seine Zeit
- 2006 Dezembernächte
- 2009 Abenteuer — das Jubiläumsalbum
- 2012 Es war schön
- 2013 Heilige Nächte
- 2016 Das letzte Konzert
- 2017 Das 3000. Konzert

а также многочисленные сборники.
К 50-летию группы в 2019 г. выпущены сборники (2 CD каждый):
- 2019: Puhdys in Rock (июнь)
- 2019: Rock-Balladen (сентябрь)

Музыканты группы выпускали и сольные альбомы.

## Курьезные факты
У всех старейших членов группы есть прозвища.
Дитер Бирр: «Машина» (нем. «Maschine»). Автор прозвища — Петер Майер, который как-то заметил: «Он ест за троих, настоящая обжорная машина!»
Дитер Хертрампф: «Квастер» (нем. «Quaster»). Образовано от сокращенного названия одной из песен («Quartermaster's Stores») британской группы The Shadows и присвоено Хертрампфу за настойчивые попытки разучить гитарное соло Хэнка Марвина.
Петер Разим: «Бимбо» (нем. «Bimbo»). Образовано по начальным буквам его реплики: «Bin im moment bassmäßig orientiert» (рус. «В настоящий момент занимаюсь игрой на басе»).
Самое невероятное прозвище у Петера Майера: «Eingehängt» (нем.), в буквальном переводе — «Повешенный». Когда-то, будучи ещё студентом, он повесил над своей кроватью в общежитии портрет известного политического лидера и констатировал: «Повешенный».